# Terreiro de Tambor de Mina Dois Irmãos
O Terreiro de Tambor de Mina Dois Irmãos (ou simplesmente Terreiro de Mina Dois Irmãos), é o mais antigo templo afro-religioso do Pará, e foi criado em 1890, no bairro do Guamá, em Belém. Foi tombado em nível estadual pelo DPHAC, em 2010.

## Histórico
O Terreiro de Mina Dois Irmãos surgiu em 23 de agosto de 1890, inicialmente batizado como Tambor de Santa Bárbara, na Passagem Pedreirinha, no bairro do Guamá, em  Belém. Foi fundado por Mãe Josina, vinda do Codó do Maranhão, que liderou o templo até 1929, consagrando-o ao culto do Vodum Toy Averekete e a Maria Bárbara Soeira. O espaço foi então passado para Mãe Amelinha, que também o consagrou ao Gentil Senhor de Toalha D. José Rei Floriano, rebatizando o Tambor de Santa Bárbara como Terreiro de Mina Dois Irmãos, em homenagem a Toy Averekete e ao Senhor Gentil D. José Rei Floriano. Em 1980, o templo passou para Mãe Lulu, que, no ano de 2024, completou 90 anos de idade. Ela deixou o terreiro sob o zelo de sua filha Eloísa Oliveira, que mantém as tradições do espaço ao lado de sua mãe.

### Linha sucessória
- 1890 - Mãe Josina
- 1929 - Mãe Amelinha
- 1980 - Mãe Lulu
- 2014 - Mãe Elô

## Religiosidade
No Terreiro de Mina "Dois Irmãos" se realiza diariamente a história de resistência e lutas da prática dos conhecimentos tradicionais e ancestrais da cultura negra na Amazônia, parcelas inestimáveis da cultura do povo paraense. Portanto, o tombamento do espaço físico é importante para dar continuidade do culto religioso e da tradição, assim como ele se estabelece como um exemplar da diversidade religiosa, que com a vinda de escravos africanos trouxe referências culturais para a região amazônica e em particular o Pará. O terreiro possui significado simbólico, com sua diversidade representativa do imaginário religioso paraense e de muitas leituras sobre a realidade brasileira.
O Tambor de Mina é uma forma de religiosidade de matriz africana, que difere do candomblé e da umbanda por privilegiar o culto aos voduns, suas origens são do Maranhão e foram trazidas para o Pará pela mãe Josina. Uma das principais características da casa é sua antiguidade e o espaço nela utilizado para manifestações do candomblé e do nagô, um verdadeiro sincretismo religioso, evidenciado pela celebração de uma cerimônia que contou com a presença de um Cardeal do Vaticano em Visita a Belém.
Para Beth, neta de Mãe Lulu, as atividades da casa se estendem além do religioso. "Não esquecendo que somos, acima de cultura, religião, exercemos atividades sociais", explica. "Na medida do possível programamos atividades socioeducativas para a comunidade", acrescenta Beth.
De acordo com Lélia esta é uma das aplicações de políticas públicas para o segmento afrorreligioso e faz parte de um grande inventário que o governo do Estado está realizando, ainda em fase de elaboração. "Nada mais do que justo começar as atividades pelo terreiro de Mãe Lulu, devido sua grande importância histórica e cultural", comenta a diretora. Texto: Fábio Nóvoa/ Secult Secretaria de Estado de Cultura do Pará.

## Principais celebrações
- 19 de março - Dia de São José em reverência a D. José Rei Floriano, com procissão pelo bairro do Guamá;
- 23 de agosto - Dia de São Benedito das Flores em reverência a Tói Averequete; e
- 04 de dezembro - Dia de Santa Bárbara em reverência a Maria Bárbara.

## Tombamento
O Terreiro de Tambor de Mina Dois Irmãos foi tombado em nível estadual pelo Departamento de Patrimônio Histórico Artístico e Cultural do Estado do Pará (DPHAC), em 12 de novembro de 2010.
Quando estava em estudo o seu tombamento pela Diretoria de Patrimônio da Secretaria de Estado de Cultura (Secult) realizou visita técnica ao Terreiro de Tambor de Mina "Dois Irmãos", para efetivar a reforma estrutural do prédio. Esta ação segue as diretrizes do Ministério da Cultura, por meio da Secretaria de Identidade e Diversidade Cultural, cuja ação é reconhecer e apoiar as expressões e o patrimônio cultural afro-brasileiro.
Tendo como padroeiro o Vodum Tói Averequete, o terreiro comemorou no dia 23 de agosto 118 anos. A Secult, a partir da solicitação da umbandista Mãe Lulu, apresentou à comunidade afro-religiosa as ações de valorização para esse segmento cultural. Segundo Lélia Fernandes, diretora de Patrimônio da Secult, esta foi uma solicitação da sociedade, que vê no espaço um importante território simbólico, de valor histórico e cultural para o Estado. "A função do poder público é atender aos desejos da sociedade. Por isso, estivemos presentes ao local", afirmou.
"Este é um processo de tombamento pela representatividade dele. Este não é o tombamento imaterial porque o Estado ainda não tem este tipo de registro", acrescenta. A solicitação expôs a relevância do local como espaço de manifestação religiosa de origem africana, assim como espaço para congraçamento da comunidade do entorno, em relações de parentesco e laços de afinidade, revestidas de substância material e imaterial.